# Carex schneideri
Carex schneideri är en halvgräsart som beskrevs av Ernest Nelmes. Carex schneideri ingår i släktet starrar, och familjen halvgräs. Inga underarter finns listade i Catalogue of Life.